# 士幌線
士幌線（しほろせん）は、日本国有鉄道（国鉄）が運営していた鉄道路線（地方交通線）。北海道帯広市の帯広駅で根室本線から分岐し、十勝平野を北上して河東郡上士幌町の十勝三股駅までを結んでいた。国鉄再建法の制定に伴い、1984年に第2次特定地方交通線に指定され、国鉄民営化直前の1987年3月23日に全線が廃止された。

## 路線データ（廃止時）
- 管轄：日本国有鉄道
- 路線距離（営業キロ）：帯広 - 十勝三股 78.3km（糠平 - 十勝三股はバス代行）[1][2]
- 軌間：1067mm[1]
- 駅・仮乗降場数：20（起終点駅含む。駅15、仮乗降場3、バス停2）[1]
- 複線区間：なし（全線単線）
- 電化区間：なし（全線非電化）[1]
- 閉塞方式：タブレット閉塞式、後に上士幌 - 糠平間を票券閉塞に変更
  - 交換可能駅：4（音更、士幌、上士幌、糠平）

## 運行形態
廃止前年の1986年11月1日改正時点で、以下の列車が運行されていた。
- 帯広 - 糠平間 5往復
- 帯広 → 上士幌 夜に下り1本
- 糠平 - 十勝三股間 4往復（バス代行）

1966年8月、臨時準急「しほろ」1往復が帯広駅・糠平駅間に2週間設定された（停車駅は音更駅・士幌駅・上士幌駅）。この列車はそのまま列車名を「ひろお」と変えて広尾線の広尾駅との間を結んでいた。翌1967年の夏季からは臨時急行「大平原」として糠平駅・広尾駅間で運行されるようになった。これらの列車は鉄道としては盲腸線であるローカル線同士を結んで走るという珍しい運行形態であった。士幌線内の「大平原」の運行は1974年夏を最後に廃止され、広尾線区間も翌1975年で運行を終了している。
臨時急行「大平原」停車駅（1969年8月時点）
広尾 - 大樹 - 帯広 - 士幌 - 上士幌 - 糠平

## 歴史

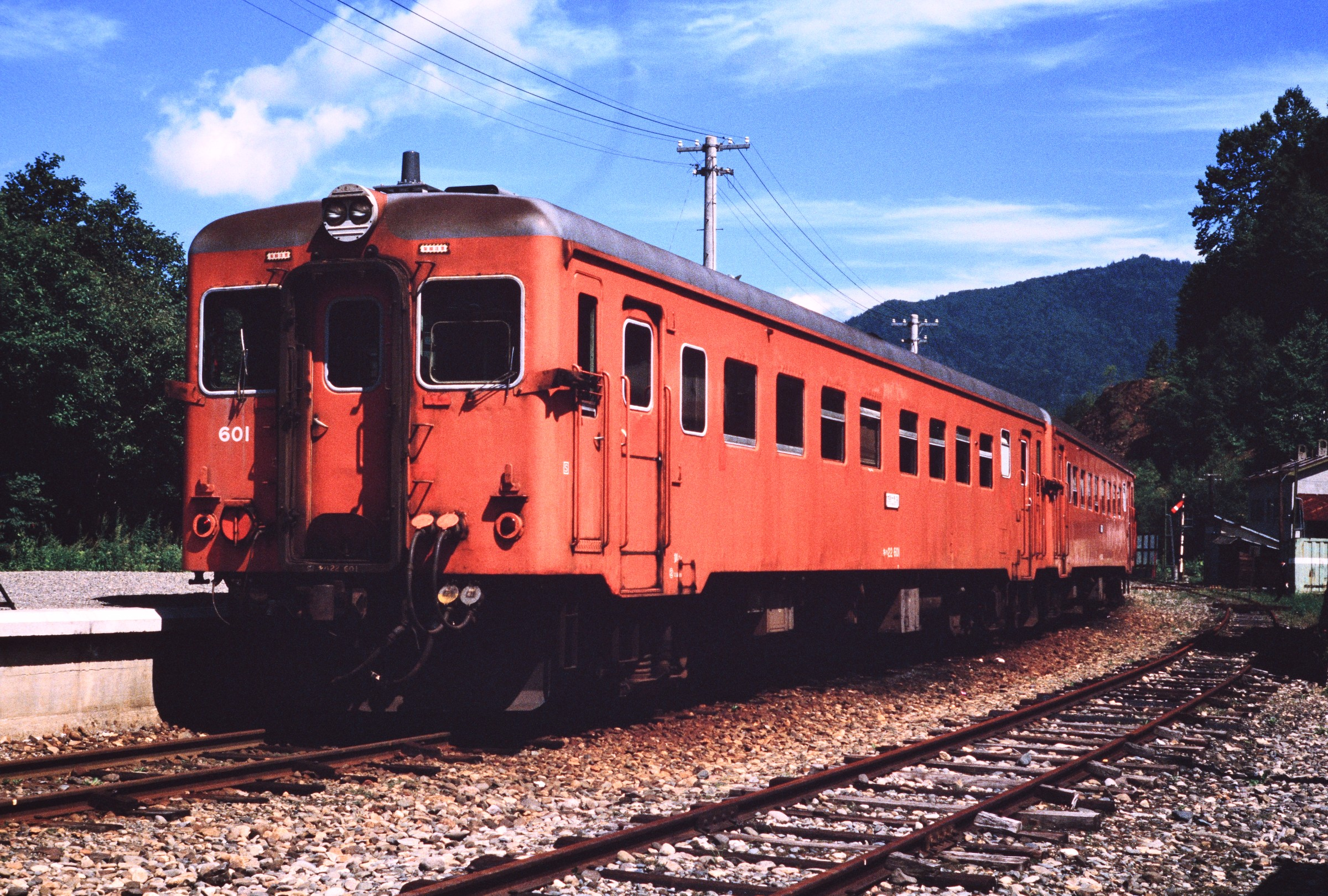
糠平駅に停車中のキハ22 601他2連（1986年）

### 開通
帯広 - 上士幌間は、軽便鉄道法により建設された区間で、1925年（大正14年）から翌年にかけて開通した。上士幌以北は、改正鉄道敷設法別表第141号に規定する「十勝國上士幌ヨリ石狩國「ルベシベ」ニ至ル鐡道」として建設され、1939年（昭和14年）に十勝三股までが開通した。上士幌 - 十勝三股間の総工費は194万円かかった。なお、石狩国ルベシベ（留辺志部）とは、現在の石北本線上川駅のことであり、このルートは現在の国道273号に相当する。
1953年（昭和28年）7月、電源開発が糠平ダムを着工し、旧糠平駅が人造湖の糠平湖に沈むことになったため、1955年（昭和30年）8月1日、清水谷 - 幌加間のルート変更が行われた。新線は糠平湖の南岸から西岸を迂回したため、同区間は2.3 km長くなったが、ルート変更後の新しい糠平駅は糠平温泉の近くに位置することとなった。糠平ダムは1956年（昭和31年）6月に竣工した。なお、このルート変更によりタウシュベツ川橋梁が供用廃止となり、季節や水量によって糠平湖からの出現や水没を繰り返している。
糠平以北は最大25‰という急勾配であるため、何らかの拍子で勾配の下りに向かって貨車が逸走する事故が幾度か発生している。最大の事故は1956年（昭和31年）7月3日、上士幌駅から下り勾配に単独で走り出した貨車が、勾配を登る列車と正面衝突したというもので、死者6名、負傷者62名に達した。
糠平以北は、戦後もしばらく鉄道以外の交通手段がない陸の孤島であったが、1960年代後半から士幌線と並行する国道273号が整備され始め、1972年（昭和47年）には士幌線が果たし得なかった三国峠を抜けるルートにより上川町方面へ開通。道路の開通と共に、沿線住民の多くは生活拠点を上士幌町中心部などに移すようになり、次第に糠平以北は無人地帯が続く状況となった。
かつては材木を積んだ貨車が十勝三股駅、幌加駅から送り出され、貨物列車が往復していた。行楽期には温泉客、スキー客が列車で糠平駅に降り立っていたが、次第に搬出される木材が少なくなり、観光客も道路整備が進むにつれ大半が貸切バスへ移っていった。1975年（昭和50年）9月から原木輸送は皆無となり、貨物は開店休業状態に落ち込み、同年10月には上士幌営林署三股事業所が大幅縮小した。1976年（昭和51年）3月に営林署従業員の子どもたちが通っていた三股小中学校が廃校となり、同年9月には三股の製材工場が上士幌市街地へ引きあげ、萩ヶ岡郵便局三股分室も廃止され、十勝三股駅付近の集落が無くなり、糠平 - 十勝三股間の輸送は超過疎状態を呈してきた。

### バス代行
1977年（昭和52年）、かつて人口 1,500人を擁した十勝三股はドライブイン兼雑貨店、元郵便局分室（切手とハガキのみを販売していた民家）を含め5世帯14人まで人口が落ち込んだ。また、沿線の幌加温泉は温泉宿2軒、営林署保養所を含め3世帯8人、幌加は2世帯5人だった。
糠平 - 十勝三股間を4往復していた列車の乗客数（北海道ワイド周遊券客含む）も一日平均片道で1977年度に7人、1978年度（昭和53年度）には6人となり、釧路鉄道管理局の試算によれば、当該区間の営業係数も22,500まで上昇した（士幌線全体では1,497）。収入は僅か100万円に対し、経費は2億2,500万円で、そのうち直接地元で使った人件費、動力費、修繕費、業務費は1億5,800万円、残り6,700万円は本社・管理局関係経費の負担分などの間接費だった。
十勝三股地区と幌加地区を合わせた人口は1965年（昭和40年）に238世帯1,044人だったが、1977年（昭和52年）には10世帯27人まで減少した。
釧路鉄道管理局は、1976年（昭和51年）秋の経営会議で糠平 - 十勝三股間の運行対策を取り上げた。貨物はもとより旅客もほとんどいなくなったのに、列車運転を維持するには冬季間の線路保守維持が嵩むとし、並行道路もあって、自動車輸送に切り替える他はないとの結論となり、1977年（昭和52年）夏頃から地元の上士幌町にバス代行案を打診した。当初は国鉄バスへの転換も検討されたが、採算が合わないため、10人乗り程度の大型タクシーによる代行輸送が提案された。
例年、十勝三股地区では1.5mほどの積雪があり、十勝三股5時38分発の始発列車を出すには、糠平駅から4時に排雪モーターカーが出発しないと間に合わず、ラッセル車が必要になれば帯広から呼ばなければならなかった。春先には雪崩の危険にもさらされ、係員のパトロールが欠かせなかった。
上士幌町側は、国鉄の責任でバス代行輸送を行うという条件で歩み寄った。ただし、廃線とせず、環境の変化によって列車輸送の復活を検討すること、鉄道と同じダイヤを維持し、地元民はもとより旅行者にも不便をかけないこと、夏の登山や秋のブドウ・きのこ狩り、冬の狩猟のため、一時的に20人程度の利用客が見込まれるため、代行車両はタクシーではなくマイクロバスをあてることなどを要望した。さらに地元経済を考慮し、上士幌町内で営業する上士幌タクシーに代行輸送を委託することを提案した。
代行バスの形態は、赤字路線バスに代わる「代替バス」と同じ考えで、住民の福祉厚生が害される緊急事態が発生したとき自家用自動車に有償運送を認める道路運送法101条を適用し、白ナンバーのマイクロバス（24人乗り）で国鉄の利用客を輸送してよいことになった。同法101条は本来、災害のときなどに適用される規定だが、路線バス廃止を緊急事態とみなした便法で拡大解釈してきた札幌陸運局、帯広陸運事務所が国鉄の赤字代行バスも大目に見たと思われる。

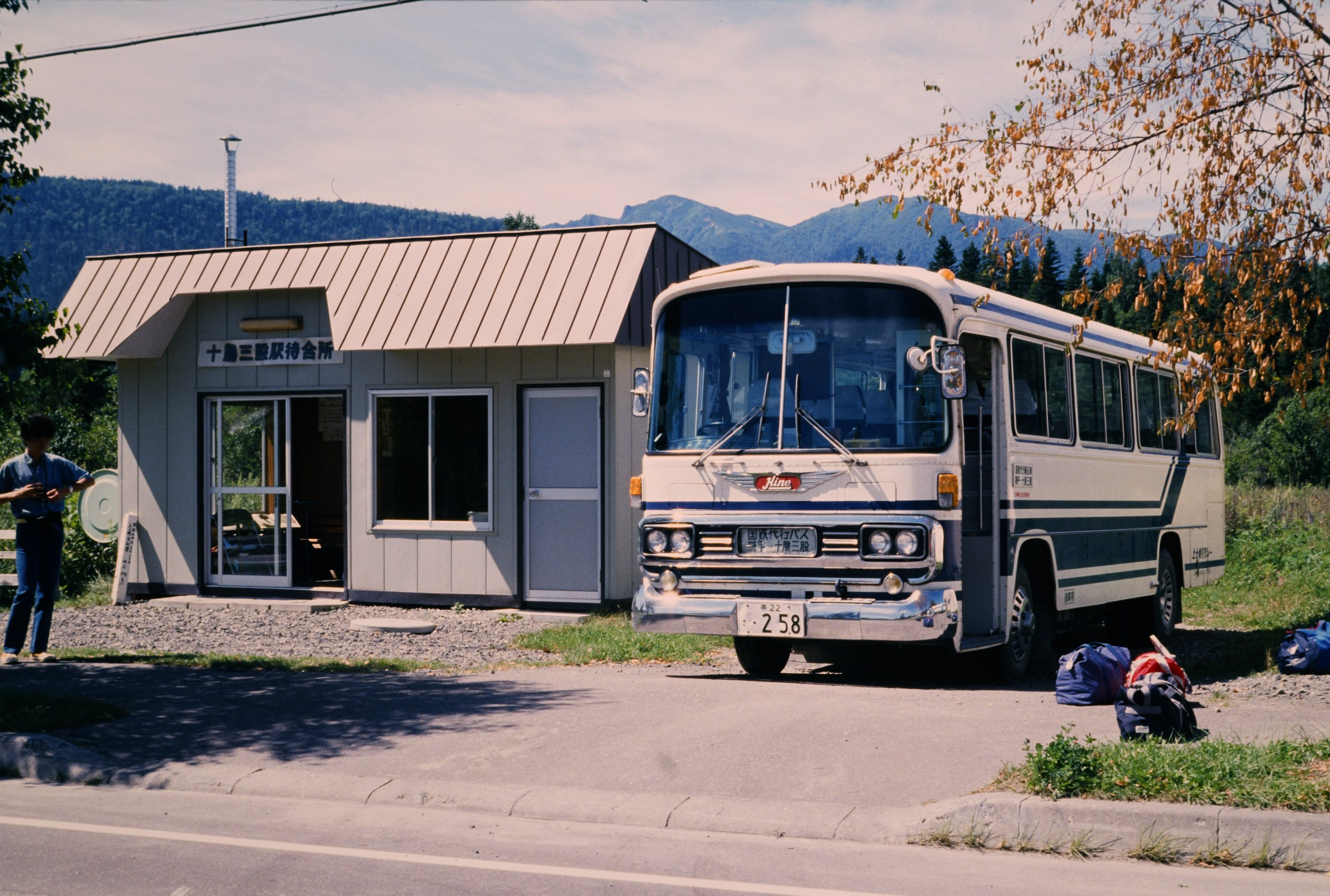
十勝三股駅の代行バス待合室と上士幌タクシーによる代行バス（1986年）

1978年（昭和53年）12月25日、国鉄は糠平 - 十勝三股間の列車運行を休止し、上士幌タクシーによるバス代行輸送へと切り替えた。上士幌町との合意で、十勝三股駅舎を閉鎖し、すぐ近くの国道273号沿いに新しい十勝三股停留所と簡易待合室を設置した。幌加は駅舎を待合設備として活用した。糠平 - 幌加間にスキー場入口、幌加 - 十勝三股間に幌加温泉入口停留所を新設した。もともと利用客が少なかったため、住民による大きな混乱もなく、バス代行輸送へは短期間で移行が実現した。
バス代行委託費、乗車券販売委託費は当時、年間2,000万円で契約した。その結果、1978年度の士幌線全区間の営業係数は1,063だった。
糠平 - 十勝三股間代行バスの利用客は1978年12月から1979年7月までの1日平均で下り11.6人、上り9.2人だった。上りが2人以上少ないが、登山者が山の反対側へ歩いて抜けていたそうである。
しかし、その時点で前述の改正鉄道敷設法別表第141号で定められた計画は有効であったため、鉄路が上川まで延伸される場合に備え、同区間の廃止手続きをしなかったが、以後は線路、駅舎等の施設は一切放置された。利用客が回復すれば、列車の運行を再開する建前だったので、解体撤去はされなかったが、特に保守点検もされなかった。こうした経緯から、代行バスは列車と同等に取り扱われ、運賃計算では通常の鉄道路線として扱われた。
上士幌タクシーによるバス代行輸送は非常に特異で、乗客が少ない場合にはジャンボハイヤーや中型乗用車のタクシーがバスの代わりに運行されたこともあった。それでも市販の時刻表には「バス」として掲載されていた。
人口が比較的多かった上士幌 - 帯広間も、徐々に過疎化の波が押し寄せ始めた。また、帯広近郊（音更 - 帯広）の通勤輸送には、逆に本数が少なすぎたため、バスや自家用車に対抗できなかった。さらに、貨物需要も木材の輸入自由化に伴い林業は低迷、農産物の輸送も次第にトラック輸送に切り替えられ激減した。
1980年（昭和55年）に国鉄再建法が成立すると、全区間が第2次特定地方交通線に指定され、国鉄分割民営化直前の1987年（昭和62年）3月に廃止された。

### 廃止後
廃止後は、十勝バス・北海道拓殖バス（帯広 - 糠平間）、上士幌タクシー（糠平 - 十勝三股間）が運行する代替バスに転換された。2022年（令和4年）現在、帯広バスターミナル - 上士幌郵便局前間は上下16往復（学休日は上り15本、下り14本。休日は上下10往復）、上士幌郵便局前 - ぬかびら源泉郷スキー場前は上下4往復が運転されている。なお、帯広 - 音更間には、従来より十勝バス・北海道拓殖バスともに多数の区間便を走らせており、2022年（令和4年）時点でも両社合わせて15分に1本程度（休日は1時間に3本程度）の割合で運行されている。
一方、糠平 - 十勝三股間の上士幌タクシーによる代替バスは、利用者減少により2003年（平成15年）に廃止された。末期は十勝三股側から往復する1日1往復のダイヤとなり、旅行者の利用はきわめて困難であった。末期の一般利用は年間40人にも満たない状態で、中型タクシーの「バス」であっても全く採算が取れないものであったという。同年からは帯広 - 旭川間の都市間バス「ノースライナーみくに号」（道北バス・北海道拓殖バス・十勝バス）が糠平や十勝三股で乗降扱いを行って代替措置としている。2往復が設定されていたが、2010年（平成22年）7月より1往復に削減され、旭川からでないと日帰りでは往復できなくなっている。
1987年（昭和62年）の全線廃止においては、帯広 - 糠平間の線路等はほどなく撤去されたが、糠平 - 十勝三股間においては部分運休から9年の歳月を経て線路が草木に埋もれ、2本のレールの間から木が生えるという状況や、多数存在しているアーチ橋の劣化等といった物理的要因が重なり、全線廃止後も同糠平 - 十勝三股間に限ってはほとんどの施設を放置するしかなかった。先に運休となった区間の線路が後まで残るという数奇な運命に加え、景観の美しさ、多数のアーチ橋等により、同線はいわゆる廃線めぐりの草分け的な存在となった。

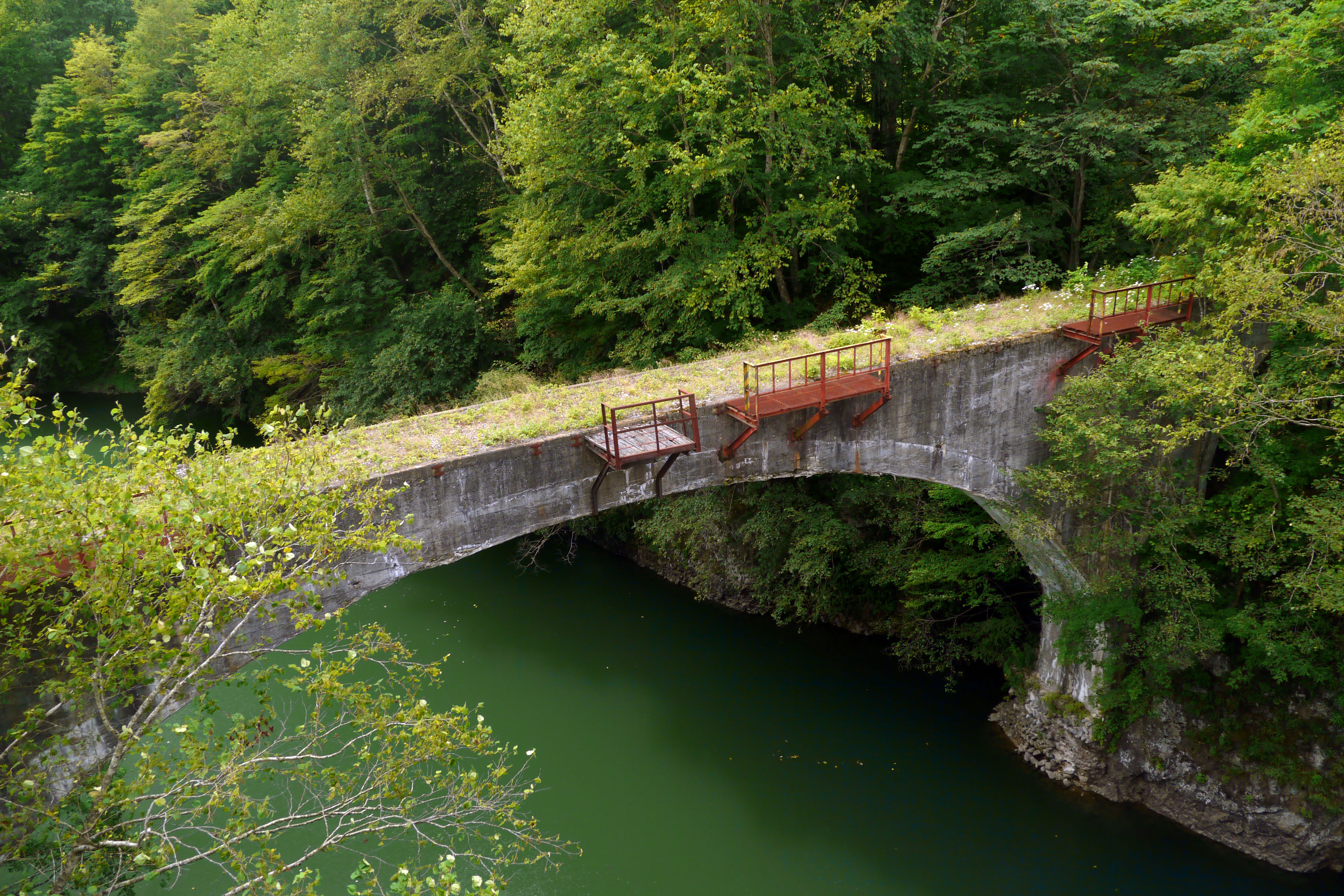
保存されている第三音更川橋梁

運行廃止後の施設や、1955年（昭和30年）のルート変更後の旧線については、特にコンクリート製アーチ橋梁に関して保存運動が展開され、1999年（平成11年）と2003年（平成15年）、2017年（平成29年）に橋梁7基とトンネル1本、プラットホーム1本が国の登録有形文化財に登録された（旧国鉄士幌線コンクリートアーチ橋梁群）。また2001年（平成13年）に橋梁34基が北海道遺産に選定された。中でもタウシュベツ川橋梁が代表的であるが、この橋梁自体は保存措置が取られていない上に劣化が進行しており、管理する電源開発も保存に否定的な見解を示している。
旧糠平駅構内では「ひがし大雪高原鉄道」として662メートルの狭軌足こぎトロッコを、旧幌加駅付近では「森のトロッコ・エコレール」として500メートルの木製トロッコを運行している。
2012年に「旧国鉄士幌線の文化遺産を活用したまちづくり」が手づくり郷土賞を受賞している。

### 年表
- 1925年（大正14年）12月10日 帯広 - 士幌間 (30.1km) を士幌線として新規開業[2][16]。木野駅・音更駅・駒場駅・中士幌駅・士幌駅を新設[1]。
- 1926年（大正15年）7月10日 士幌 - 上士幌間 (8.3km) を延伸開業[2][17]。上士幌駅を新設[1]。
- 1929年（昭和4年） 上士幌 - 十勝三股間の測量・設計を開始。
- 1930年（昭和5年）10月1日 二等車の連結廃止[18]。
- 1934年（昭和9年）9月 上士幌 - 十勝三股間を起工。
- 1935年（昭和10年）11月26日 上士幌 - 清水谷間 (10.4km) を延伸開業[2][19]。萩ヶ岡駅・清水谷駅を新設[1]。
- 1937年（昭和12年）9月26日 清水谷 - 糠平間 (10.3km) を延伸開業[2][20]。糠平駅を新設[1]。
- 1939年（昭和14年）11月18日 糠平 - 十勝三股間 (16.9km) を延伸開業し全通[2]。幌加駅・十勝三股駅を新設[1]。
- 1951年（昭和26年）9月20日 幌加駅で貨車逸走事故。木材を満載した2両の貨車は、上士幌駅で積み上げた枕木に衝突させることでようやく止められた[21]（「士幌線幌加駅貨車逸走事故」参照）。
- 1954年（昭和29年）11月 糠平 - 幌加間で山崩れが発生し、1か月間運休。この間、十勝三股に居た多数の住民に食料が届かず、飢餓問題が発生する。
- 1955年（昭和30年）8月1日 糠平ダム建設のため清水谷 - 糠平 - 幌加 (+2.3km) ルート変更[2]。糠平駅を移設[1]。
- 1956年（昭和31年）
  - ?月?日 糠平ダム仮乗降場を新設[1]。行楽時期のみ営業。
  - 2月10日 キハ41400形気動車の投入により客貨分離を達成。
  - 7月3日 上士幌駅で入換中の丸太木材を満載した貨車が逸走し、士幌駅 - 上士幌駅間で下り旅客気動車列車と正面衝突。死者5名[22][23]（「士幌線貨車逸走・正面衝突事故」参照）。
  - 12月25日 武儀駅・黒石平駅を新設[1]。
- 1957年（昭和32年）12月25日 北平和駅を新設[1]。
- 1963年（昭和38年）11月1日 電力所前仮乗降場を新設し[1]、上り列車のみ営業とする。同時に黒石平駅は下り列車のみの営業となる。
- 1966年（昭和41年）10月1日 新士幌仮乗降場を新設[1]。
- 1969年（昭和44年）11月28日 士幌駅で入換中の貨車7両が逸走。7.5km先の中士幌駅で側線に止めた貨車12両と人為的に衝突させて停止[24]（「士幌線士幌駅貨車逸走事故」参照）。
- 1975年（昭和50年）4月13日 帯広 - 糠平間にSLお別れ列車を運転（無煙化は21日）[25]。
- 1978年（昭和53年）
  - 12月20日 上士幌 - 十勝三股間の貨物営業を廃止[2]。
  - 12月25日 糠平 - 十勝三股間 (18.6km) をバス代行化[26][2][1]。スキー場入口停留所・幌加温泉入口停留所を新設[1]。
- 1982年（昭和57年）11月15日 帯広 - 上士幌間の貨物営業を廃止[2][27]。
- 1984年（昭和59年）6月22日 第2次特定地方交通線として廃止承認[28]。
- 1986年（昭和61年）12月6日、12月7日 翌年に共に廃止が決定していた広尾線との共同企画でアルファコンチネンタルエクスプレスによる最後の特急車両入線と銘打った臨時列車が運転される。
- 1987年（昭和62年）3月23日 全線 (78.3km) を廃止し[2][1]、十勝バス・北海道拓殖バス・上士幌タクシーの各バス路線に転換[8]。

## 駅一覧
全駅北海道に所在。事業者名等は廃止時点のもの。糠平駅 - 十勝三股駅間は1978年からバス代行。
| 駅名                 | 駅間 キロ | 営業 キロ | 接続路線                                                              | 所在地         | 所在地 |
| -------------------- | --------- | --------- | --------------------------------------------------------------------- | -------------- | ------ |
| 帯広駅               | -         | 0.0       | 日本国有鉄道：根室本線、広尾線（1987年2月2日廃止）                    | 帯広市         |        |
| 木野駅               | 4.4       | 4.4       |                                                                       | 河東郡音更町   |        |
| 音更駅               | 5.6       | 10.0      |                                                                       | 河東郡音更町   |        |
| 駒場駅               | 5.6       | 15.6      |                                                                       | 河東郡音更町   |        |
| 武儀駅               | 2.8       | 18.4      |                                                                       | 河東郡音更町   |        |
| 中士幌駅             | 4.1       | 22.5      |                                                                       | 河東郡士幌町   |        |
| 新士幌仮乗降場       | -         | (26.4)    |                                                                       | 河東郡士幌町   |        |
| 士幌駅               | 7.6       | 30.1      |                                                                       | 河東郡士幌町   |        |
| 北平和駅             | 4.3       | 34.4      |                                                                       | 河東郡士幌町   |        |
| 上士幌駅             | 4.0       | 38.4      | 北海道拓殖鉄道：北海道拓殖鉄道線（1949年9月1日東瓜幕 - 上士幌間廃止） | 河東郡上士幌町 |        |
| 萩ヶ岡駅             | 5.1       | 43.5      |                                                                       | 河東郡上士幌町 |        |
| 清水谷駅             | 5.3       | 48.8      |                                                                       | 河東郡上士幌町 |        |
| 黒石平駅             | 4.8       | 53.6      |                                                                       | 河東郡上士幌町 |        |
| 電力所前仮乗降場     | -         | (54.6)    |                                                                       | 河東郡上士幌町 |        |
| （糠平ダム仮乗降場） |           |           |                                                                       | 河東郡上士幌町 |        |
| 糠平駅               | 6.1       | 59.7      |                                                                       | 河東郡上士幌町 |        |
| スキー場入口バス停   |           |           |                                                                       | 河東郡上士幌町 |        |
| 幌加駅               | 11.6      | 71.3      |                                                                       | 河東郡上士幌町 |        |
| 幌加温泉入口バス停   |           |           |                                                                       | 河東郡上士幌町 |        |
| 十勝三股駅           | 7.0       | 78.3      |                                                                       | 河東郡上士幌町 |        |

- 仮乗降場には営業キロが設定されていなかった。括弧内に実キロを記す。
- 電力所前仮乗降場は勾配上にホームがあったため、上り勾配となる下り列車ではすべて通過し、代わりに黒石平駅に停車していた。逆に、黒石平駅は上り列車はすべて通過していた。全国版の時刻表では、仮乗降場の記載は省略されており、上下列車とも黒石平駅に停車するように記載されていた[30]。このため、運賃計算上では黒石平駅と電力所前仮乗降場は同一駅としてみなされていた。種村直樹『鈍行列車の旅』（日本交通公社）でも、黒石平駅と電力所前仮乗降場の関係について紹介されている。